# 絕命救援
《絕命救援》（英語：The Finest Hours）是一部於2016年上映的美國历史劇情片，由克雷格·格里斯佩執導，華特迪士尼影業製片。該片的劇本由史考特·西爾弗、保羅·湯瑪西（Paul Tamasy）和艾瑞克·強森（Eric Johnson）撰寫，劇情改編自麥克·J·圖加斯與凱西·謝爾曼所著的2009年書籍《最美的時刻：有關美國海岸防衛隊最英勇的救援行動的真實故事》（The Finest Hours: The True Story of the U.S. Coast Guard's Most Daring Sea Rescue）。該片由克里斯·潘恩、凱西·艾佛列克、班·佛斯特、荷莉黛·葛蘭格、約翰·歐提茲及艾瑞克·巴納等人擔任主演，劇情講述1952年，美國海岸防衛隊在油輪SS潘德頓因東北風暴於新英格蘭的海岸斷裂後，救援該船船員的事蹟。
華特迪士尼影業於2011年8月獲得《最美的時刻》的電影改編權。導演克雷格·格里斯佩於2014年4月簽約執導。選角作業於2014年4月至10月間進行。電影的主體拍攝於同年9月上旬在美國麻薩諸塞州諾福克縣的昆西開始。除了昆西外，劇組還前往南岸及馬什菲爾德取景，並使用塞勒姆號重巡洋艦進行拍攝。
該片於2016年1月15日在科羅納多島電影節（Coronado Island Film Festival）首映，並於同年1月29日以迪士尼數位3D、RealD 3D和IMAX 3D格式在美國上映。《絕命救援》所獲評價整體而言褒貶不一，影評人多稱讚該片的劇情和色調。該片在全球範圍內進帳5,200萬美元，然而其製片預算高達8,000萬美元，導致迪士尼面臨慘重的損失。

## 劇情
伯納德·「柏尼」·韋伯是美國麻薩諸塞州巴恩斯特布爾郡查坦的海岸防衛站的一名成員，在鱈魚角愛上了當地女子蜜莉恩·潘特奈（Miriam Pentinen）。兩人計劃結婚，但根據海岸防衛隊的規定，伯尼必須經過指揮官丹尼爾·克拉夫的准許。在他準備向克拉夫請求准許時，油輪SS潘德頓因為遭遇東北風暴而於查坦的海岸斷裂。由於大部分防衛站的成員多參與同樣受損的油輪SS佛特摩瑟的救援行動，柏尼奉命駕駛海岸防衛隊機動救生艇CG 36500救援潘德頓的船員。安迪·菲茨傑拉德（Andrew Fitzgerald）、艾爾文·麥斯基（Ervin Maske）及理察·P·雷希（Richard P. Livesey）自願加入伯尼的救援任務。
與此同時，潘德頓上的工程師雷·斯伯（Ray Sybert）組織倖存的船員將油輪的船尾導向一座暗礁，讓船能夠撐到救援人員抵達。蜜莉恩得知柏尼正領導救援工作後，和一些居民一樣認為這無疑是一項自殺任務。蜜莉恩開車至防衛站，要求克拉夫將柏尼調回。克拉夫拒絕，並粗暴的將蜜莉恩逐出。查坦和開闊的海洋間是一連串的沙洲，即使在天氣好的時候也非常危險。柏尼駕駛CG 36500駛過沙洲，但失去了指南針。
柏尼將CG 36500駛向毀損的油輪。雖然救生艇的限定承載人數僅12人，但伯尼仍設法救出32名船員。救援期間，潘德頓的船尾開始快速下沉。在最後一名船員搭上救生艇後不久，潘德頓便沉入了海底。柏尼憑藉著他對海岸的知識和盛行的風來代替指南針，將CG 36500駛向查坦，但因查坦失去電力，使得這項任務變得更加困難。蜜莉恩和其他城鎮居民駕駛他們的汽車到碼頭，開啟車燈指引柏尼。
片尾展示了事件的真實照片，簡要紀錄救援的後續。2個月後，柏尼與蜜莉恩結婚；兩人的婚姻維持了58年，直到柏尼於2009年去世。柏尼與他的船員獲得金質救生勳章的殊榮。

## 角色
- 克里斯·潘恩飾演伯納德·「柏尼」·韋伯（英语：Bernard C. Webber），美國麻薩諸塞州巴恩斯特布爾郡查坦（英语：Chatham, Massachusetts）的海岸防衛站（英语：Coast Guard Station Chatham）成員，奉命救援遇船難的SS潘德頓（英语：SS Pendleton）。
- 凱西·艾佛列克飾演雷·斯伯，SS彭德爾頓上的工程師。
- 荷莉黛·葛蘭格（英语：Holliday Grainger）飾演蜜莉恩·潘特奈·韋伯，柏尼的女友。
- 班·佛斯特飾演理察·P·雷希，救援隊的成員之一。
- 艾瑞克·巴納飾演丹尼爾·克拉夫（英语：Daniel Webster Cluff），柏尼的長官。
- 葛拉罕·麥克塔維什飾演法蘭克·佛圖（Frank Fauteux）
- 凱爾·加納飾演安迪·菲茨傑拉德，救援隊的成員之一。
- 麥克·雷蒙-詹姆士飾演D·A·布朗（D.A. Brown）
- 約翰·馬加羅（英语：John Magaro）飾演水手艾爾文·麥斯基[8]，救援隊的成員之一。
- 亚布拉哈姆·本鲁比（英语：Abraham Benrubi）饰演喬治·「泰尼」·馬爾斯（George 'Tiny' Myers）[8]
- 凯南·朗斯代尔（英语：Keiynan Lonsdale）饰演艾登·海南（Eldon Hanan），SS彭德爾頓上最年輕的船員。
- 約翰·歐提茲（英语：John Ortiz）飾演華萊士·奎瑞（Wallace Quirey），SS彭德爾頓上的水手。
- 博·納普飾演謬爾·「葛斯」·高特羅（Mel "Gus" Gouthro）[8]
- 喬許·史都華飾演特查達·瑟勒蘭德（Tchuda Southerland）
- 瑞秋·布羅斯納漢飾演比·漢森（Bea Hansen）
- 馬修·馬赫（英语：Matthew Maher (actor)）飾演卡爾·尼克森（Carl Nickerson）[8]
- 班傑明·克洛德雅克（英语：Benjamin Koldyke）飾演唐納德·班斯（Donald Bangs）[8]

## 製作

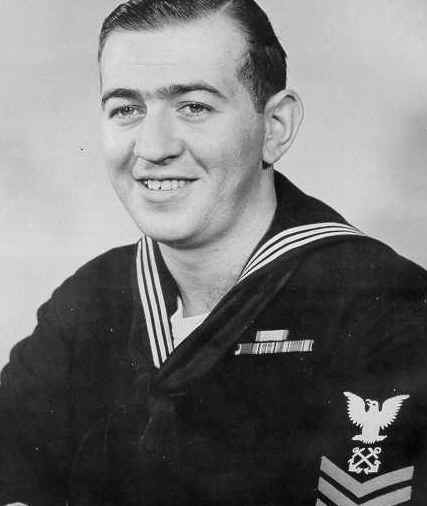
伯納德·C·韋伯

2011年8月，華特迪士尼影業獲得麥克·J·圖加斯與凱西·謝爾曼寫的2009年書籍《最美的時刻：有關美國海岸防衛隊最英勇的救援行動的真實故事》（The Finest Hours: The True Story of the U.S. Coast Guard's Most Daring Sea Rescue）的電影改編權。保羅·湯瑪西（Paul Tamasy）和艾瑞克·強森（Eric Johnson）根據該本書籍和他們對倖存者的訪談撰寫劇本。2013年5月，勞勃·史溫凱受聘執導電影。然而，史溫凱後來離開導演職位，改去執導電影《分歧者2：叛亂者》（2015年）。2014年4月，克雷格·格里斯佩填補導演的空缺。
2014年4月，克里斯·潘恩簽約主演該片。8月，據報導，凱西·艾佛列克、葛拉罕·麥克塔維什與喬許·史都華將出演該片。該片的主體拍攝始於2014年9月8日，地點位在麻薩諸塞州諾福克縣的昆西。9月，凱爾·加納與荷莉黛·葛蘭格簽約出演該片。班·佛斯特在9月中旬加入了劇組，凯南·朗斯代尔、約翰·歐提茲、麥克·雷蒙-詹姆士與瑞秋·布羅斯納漢於該月下旬分別以SS彭德爾頓上最年輕的船員艾登·海南、水手華萊士·奎瑞、D·A·布朗及比·漢森的角色參演該片。
10月初，艾瑞克·巴納簽約詮釋伯尼的上司丹尼爾·克拉夫。10月27日，電影於昆西福爾河造船廠的塞勒姆號重巡洋艦進行拍攝。劇組還在南岸的不同地方取景，然後於12月前往麻薩諸塞州的查森拍攝。12月初，拍攝於馬什菲爾德進行。12月12日，艾佛列克被發現於查森的攝影期間在波士頓交響大廳演奏鋼琴，並向《波士頓環球報》表示，他拍攝該片的經歷是「（他遇過）最好的一次」。美術指導麥克·科倫布利斯複製了彭德爾頓的內部。後期製作持續了一年，《絕命救援》需要近1,000顆特效鏡頭。運動圖像公司（MPC）負責為電影製作大多數的鏡頭。

## 音樂
| 曲序 | 曲目                                                 | 时长  |
| ---- | ---------------------------------------------------- | ----- |
| 1.   | Meeting Miriam                                       | 1:34  |
| 2.   | It's Starting to Snow                                | 2:23  |
| 3.   | Pendleton Jump                                       | 1:59  |
| 4.   | Split（未使用）                                      | 0:58  |
| 5.   | Lost Our Lights                                      | 1:26  |
| 6.   | You Don't Have to Come Back                          | 2:16  |
| 7.   | I Hope You Didn't Kill Us                            | 1:17  |
| 8.   | Volunteers                                           | 1:59  |
| 9.   | The 36500                                            | 1:39  |
| 10.  | The Bucket Line                                      | 1:47  |
| 11.  | That Man Shouldn't Have Sent Them                    | 1:43  |
| 12.  | Crossing the Bar（由卡特·布威爾和菲利普·克萊恩作曲） | 4:31  |
| 13.  | Pendleton Push（未使用）                             | 2:31  |
| 14.  | We're All Alone（未使用）                            | 2:23  |
| 15.  | Four Men Lost                                        | 1:29  |
| 16.  | Rescue（由卡特·布威爾和菲利普·克萊恩作曲）           | 5:03  |
| 17.  | Big Man, Big Sea（未使用）                           | 1:04  |
| 18.  | The Going Down（未使用）                             | 1:33  |
| 19.  | Safe Harbor                                          | 10:20 |
| 20.  | Haul Away Joe（由柯達線樂團演出）                    | 3:32  |

## 上映
華特迪士尼工作室電影最初選定的上映日期為2016年4月15日，接著提前至2015年10月9日，最終定於2016年1月29日在美國上映。首支預告片於2015年7月8日釋出。第二支預告片在11月11日發布。《絕命救援》於2016年1月15日在科羅納多島電影節（Coronado Island Film Festival）首次亮相。全球首映禮於1月25日在美國加利福尼亞州好萊塢的中國戲院舉行。電影的DVD及藍光光碟於5月24日發布。

## 反響

### 評價
《絕命救援》所獲評價整題而言褒貶不一。爛蕃茄上收集的171篇專業影評文章中，有108篇給予該片「新鮮」的正面評價，「新鮮度」為63%，平均得分6.1分（滿分10分），該網站對電影的共識性評價寫道「《絕命救援》所具備的老式故事，將滿足那些追求傳統救援劇情片的觀眾——但可能會讓部分熱愛冒險片的觀眾渴求更多」，而基於另一影評匯總網站Metacritic上的39篇評論文章，其中18篇予以好評，無差評，21篇褒貶不一，平均分為58（滿分100），綜合結果為「混合或中等評價」。據CinemaScore調查，觀眾的平均評價於A+至F間落於「A-」。
部分影評人對電影抱持積極的評價。《環球郵報》的凱特·泰勒（Kate Taylor）給予3顆星（滿分4顆）的評價，寫道「《絕命救援》沒什麼奧妙之處，但許多部份令人滿意」。《衛報》的瑞安·吉爾比（Ryan Gilbey）給出了3顆星（滿分5顆），稱「你必須同意伯尼需要一艘更大的船。指南針也就不會失去。不過這部樸實無華的劇情片了解如何真實的呈現」。《紐約時報》的史蒂芬·霍登表示「《絕命救援》從未試圖脫離確切的公式，但那就是它古雅的魅力之一」。《芝加哥論壇報》的麥可·菲利浦斯給予電影的評分為3顆星（滿分4顆），並寫道「該劇本完整採用某些角色原型（豬頭的船員隊友、嚴厲的長官），但並沒有完全成功。然而，語調、畫面的情緒以及不飽和的調色，維持了正確的氣氛」。
然而評論中也不乏批評的聲音。《芝加哥太陽報》的理察·羅珀給出了2顆星（滿分4顆），表示「1952年那艘小艇隊員的英勇表現值得拍攝成一部特別的電影，但不是這一部」。Vox的陶德·范德韋爾夫（Todd VanDerWerff）稱「彭德爾頓船上的一切是該片唯一引人注目的部分——而它僅占用了片長的3分之1」。《論壇新聞服務》的凱蒂·華許（Katie Walsh）的評分為2顆星（滿分4顆），認為該片「感覺就像是對一部知名電影所做的拙劣模仿」，且「類似《開麥拉驚魂》（2008年）的其中一支偽奧斯卡預告片」。

### 票房
截至下檔日，《絕命救援》在美國及加拿大地區共累積了2,760萬美元的票房，加上來自其他地區的2,450萬美元，全球票房共計5,210萬美元，而其製片預算則是8,000萬美元。2016年3月，《綜藝》雜誌報導，迪士尼因該片虧損約7,500萬美元。
在北美，電影與《功夫熊貓3》、《格雷的五十道黑影》及《逆愛》同期上映並競爭。外界預測，《絕命救援》將在其首映週末透過3,143家電影院進帳1,000萬至1,300萬美元。該片於星期四的午夜場收穫375,000美元，並在首映當天收入330萬美元。首映週末，《絕命救援》的票房成績為1,030萬美元，排名當週第四。
在香港，該片的總票房為870萬港幣。

## 延伸閱讀
- . United States Coast Guard. 2015-07-14  [2017-03-19]. （原始内容存档于2017-05-20）.
- . The History Press. 2013-09-24  [2017-03-19]. （原始内容存档于2021-03-07）.
- Tougias, Michael J.; Sherman, Casey. . New York: Scribner. 2009. ISBN 978-1-4165-6721-9.
- Barbo, Theresa Mitchell; Webster, W. Russell. . Charleston, South Carolina: The History Press. 2010. ISBN 978-1-60949-050-8.

## 外部連結
- 官方网站
- 互联网电影数据库（IMDb）上《絕命救援》的资料（英文）
- Box Office Mojo上《絕命救援》的資料（英文）
- 爛番茄上《絕命救援》的資料（英文）
- Metacritic上《絕命救援》的資料（英文）
- History vs. Hollywood上《絕命救援 （页面存档备份，存于）》的資料（英文）